# Karabin-granatnik XM29 OICW
XM29 Objective Individual Combat Weapon (OICW) – amerykańska prototypowa broń, połączenie karabinka szturmowego i granatnika. Jeden z elementów programu Future Combat Systems. Program rozwoju tej broni zawieszono w lipcu 2005 roku.

## Historia
Latem 1994 roku przedstawiono założenia programu XM26 OICW, którego celem było wyłonienie broni, następcy karabinu M16, karabinka M4 i granatnika M203. Nowa broń miała być połączeniem karabinka szturmowego i granatnika, mieć zasięg skuteczny 1000 m (także wobec celów lekko opancerzonych) i być wyposażona w układy wspomagające wzrok strzelca. Cena jednostkowa nowej broni miała zawierać się w przedziale 10–20 tys. dolarów (dla porównania karabin M16A2 kosztował pod koniec lat 80. 586$).
Do konkursu przystąpiły dwa zespoły. Colt i AAI przedstawiły prototyp M25A1, Heckler und Koch i Aliant Techsystems broń oznaczoną jako OICW. Obie bronie były połączeniem karabinka szturmowego (Colt M4 lub HK G36) i 20 mm granatnika samopowtarzalnego.
Po serii testów do dalszego etapu prac zakwalifikowano prototyp firm HK i Aliant Techsystems. W marcu 1998 roku w firmie Aliant Techsystems zamówiono 4 demonstratory OICW, 5 tys. granatów 20 mm i 20 tys. naboi 5,56 mm. Próby dostarczonych OICW przeprowadzono w czerwcu i lipcu 2004 w ośrodku ARDEC w Picatinny Arsenal.
Testowana wersja OICW miała masę 8,17 kg (z pełnymi magazynkami 30 nab. 5,56 mm i 6 nab. 20 mm), ale planowano jej obniżenie do 6,85, a nawet 5,57 kg w wersji seryjnej (z 30 nab. magazynkiem 5,56 mm i 8 nab. magazynkiem 20 mm).
Początkowo planowano rozpoczęcie produkcji nowej broni w 2004. Pełne przezbrojenie pierwszej jednostki bojowej US Army miało nastąpić w 2006, ale w marcu 2000 zdecydowano o przedłużeniu fazy badań nowej broni. Aliant Techsystems miała przedstawić 5 w pełni działających prototypów XM29 wyposażonych w dalmierz laserowy, kamerę cyfrową, system identyfikacji i podświetlacz laserowy. Zdecydowano także że nowa broń będzie uzbrojeniem czterech z dziewięciu żołnierzy drużyny.
W 2004 roku zdecydowano podzielić program OICW na trzy programy:
- OICW Increment 1 – jego celem miało być opracowanie modułowego karabinu szturmowego XM8
- OICW Increment 2 – opracowanie samopowtarzalnego granatnika kalibru 25 mm XM25
- OICW Increment 3 – program którego realizacja miała rozpocząć się po zakończeniu Increment 1 i 2, mający na celu opracowanie docelowego karabinu-granatnika, kombinacji XM8 i XM25.

W lipcu 2005 roku zdecydowano o zawieszeniu prac nad XM29. W październiku 2005 roku Picatinny Arsenal oficjalnie poinformował o anulowaniu prac nad XM29. 31 października 2005 roku program karabinu XM8 został definitywnie anulowany. Próby XM25 są kontynuowane.

## Opis konstrukcji

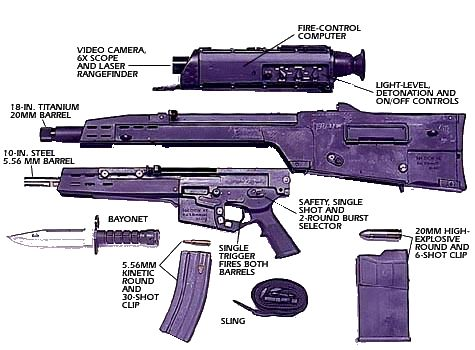
Rysunek przedstawiający moduły karabinu

XM29 był bronią kombinowaną, połączeniem karabinka szturmowego i granatnika.
Karabin automatyczny był bronią drugorzędną służącą głównie do samoobrony. Była to wersja karabinka G36K wyposażona w skróconą, 10-calową (254 mm) lufę i gniazdo magazynka zgodne ze standardami NATO.
Nad karabinkiem znajdował się 20 × 23 mm granatnik. Działał on na zasadzie krótkiego odrzutu lufy. Wyposażony był w tytanową lufę o długości 508 mm. Zasilanie z 6-nabojowych magazynków pudełkowych. Granatnik mógł strzelać granatami HE (burząco-odłamkowe), BA (burząco-zapalające) i TP (ćwiczebne).
Wybór rodzaju broni był dokonywany za pomocą przełącznika umieszczonego z boku komory spustowej. Za nim znajdował się przełącznik rodzaju ognia (karabinka).
Broń była wyposażona w elektroniczny celownik, połączenie celownika telewizyjnego i termowizyjnego, dalmierza laserowego, elektronicznego kompasu i komputera balistycznego. Dzięki celownikowi laserowemu automatycznie ustawiana była odległość do celu. W przypadku strzelania granatami istniała możliwość zaprogramowania wybuchu granatu w powietrzu (w określonej odległości), wybuchu w momencie trafienia lub wybuchu po penetracji przeszkody (z opóźnieniem). Komputer balistyczny obliczając tor lotu pocisku uwzględniał dane o zużyciu lufy, jej temperaturze, dane balistyczne pocisku oraz temperaturę powietrza. Istniała możliwość ręcznego ustalenia odległości, po której osiągnięciu ma wybuchnąć granat. Obraz z celownika mógł być przesyłany na wyświetlacz nahełmowy żołnierza, a także transmisji obrazu z celownika na wyświetlacz nahełmowy dowódcy drużyny.